# Oberuckersee, Brandenburg
Oberuckersee är en kommun i Landkreis Uckermark i förbundslandet Brandenburg i Tyskland. 
Kommunen bildades den 31 december 2001 genom en sammanslagning av de tidigare kommunerna Blankenburg, Potzlow, Seehausen och Warnitz.
Kommunen ingår i kommunalförbundet Amt Gramzow tillsammans med kommunerna Gramzow, Grünow, Randowtal, Uckerfelde och Zichow.